# Mary Kathleen Crichton
Mary Kathleen Crichton, nota come Kathleen Hamilton, Duchessa di Abercorn (8 luglio 1905 – 2 febbraio 1990), è stata una nobildonna britannica, Mistress of the Robes della Regina madre Elizabeth Bowes-Lyon dal 1964 al 1990.

## Biografia
Figlia di Henry Crichton, visconte Crichton (che morì nella prima guerra mondiale) e sorella di John Crichton, il 9 febbraio 1928 sposò James Hamilton, futuro IV duca di Abercorn, nella chiesa di Saint Martin-in-the-Fields. Ebbero una figlia e due figli: 
- Lady Moyra Campbell;
- James Hamilton, dal 1979 V duca di Abercorn;
- Lord Claud Hamilton.

Fu Mistress of the Robes della Regina madre Elizabeth Bowes-Lyon dal 1964 fino alla morte nel 1990.

## Ascendenza
|                                           |                                               |                                             | Genitori                                         |  |  | Nonni |  |  | Bisnonni                      |  |  | Trisnonni          |  |
|                                           |                                               |                                             |                                                  |  |  |       |  |  | John Crichton, III conte Erne |  |  | lord John Crichton |  |
|                                           |                                               |                                             |                                                  |  |  |       |  |  | John Crichton, III conte Erne |  |  | lord John Crichton |  |
|                                           |                                               | Jane Weldon                                 |                                                  |  |  |       |  |  | John Crichton, III conte Erne |  |  |                    |  |
| John Crichton, IV conte Erne              |                                               |                                             |                                                  |  |  |       |  |  | John Crichton, III conte Erne |  |  |                    |  |
|                                           |                                               | Selina Beresford                            | rev. Charles Cobbe Beresford                     |  |  |       |  |  |                               |  |  |                    |  |
|                                           |                                               | Selina Beresford                            | rev. Charles Cobbe Beresford                     |  |  |       |  |  |                               |  |  |                    |  |
|                                           |                                               | Selina Beresford                            | Amelia Montgomery                                |  |  |       |  |  |                               |  |  |                    |  |
| Henry William Crichton, visconte Crichton |                                               | Selina Beresford                            |                                                  |  |  |       |  |  |                               |  |  |                    |  |
|                                           |                                               | William Cole, III conte di Enniskillen      | John Cole, II conte di Enniskillen               |  |  |       |  |  |                               |  |  |                    |  |
|                                           |                                               | William Cole, III conte di Enniskillen      | John Cole, II conte di Enniskillen               |  |  |       |  |  |                               |  |  |                    |  |
|                                           |                                               | William Cole, III conte di Enniskillen      | lady Charlotte Paget                             |  |  |       |  |  |                               |  |  |                    |  |
| lady Florence Mary Cole                   |                                               | William Cole, III conte di Enniskillen      |                                                  |  |  |       |  |  |                               |  |  |                    |  |
|                                           |                                               | Jane Casamajor                              | James Archibald Casamajor                        |  |  |       |  |  |                               |  |  |                    |  |
|                                           |                                               | Jane Casamajor                              | James Archibald Casamajor                        |  |  |       |  |  |                               |  |  |                    |  |
|                                           |                                               | Jane Casamajor                              | Mary Christian Patterson                         |  |  |       |  |  |                               |  |  |                    |  |
| lady Mary Kathleen Crichton               |                                               | Jane Casamajor                              |                                                  |  |  |       |  |  |                               |  |  |                    |  |
|                                           | Richard Grosvenor, II marchese di Westminster | Robert Grosvenor, I marchese di Westminster |                                                  |  |  |       |  |  |                               |  |  |                    |  |
|                                           | Richard Grosvenor, II marchese di Westminster | Robert Grosvenor, I marchese di Westminster |                                                  |  |  |       |  |  |                               |  |  |                    |  |
|                                           | Richard Grosvenor, II marchese di Westminster | lady Eleanor Egerton                        |                                                  |  |  |       |  |  |                               |  |  |                    |  |
| Hugh Grosvenor, I duca di Westminster     | Richard Grosvenor, II marchese di Westminster |                                             |                                                  |  |  |       |  |  |                               |  |  |                    |  |
|                                           |                                               | lady Elizabeth Leveson-Gower                | George Leveson-Gower, I duca di Sutherland       |  |  |       |  |  |                               |  |  |                    |  |
|                                           |                                               | lady Elizabeth Leveson-Gower                | George Leveson-Gower, I duca di Sutherland       |  |  |       |  |  |                               |  |  |                    |  |
|                                           |                                               | lady Elizabeth Leveson-Gower                | Elizabeth Sutherland, XIX contessa di Sutherland |  |  |       |  |  |                               |  |  |                    |  |
| lady Mary Grosvenor                       |                                               | lady Elizabeth Leveson-Gower                |                                                  |  |  |       |  |  |                               |  |  |                    |  |
|                                           |                                               | William Cavendish, II barone Chesham        | Charles Cavendish, I barone Chesham              |  |  |       |  |  |                               |  |  |                    |  |
|                                           |                                               | William Cavendish, II barone Chesham        | Charles Cavendish, I barone Chesham              |  |  |       |  |  |                               |  |  |                    |  |
|                                           |                                               | William Cavendish, II barone Chesham        | lady Catherine Gordon                            |  |  |       |  |  |                               |  |  |                    |  |
| hon. Katherine Caroline Cavendish         |                                               | William Cavendish, II barone Chesham        |                                                  |  |  |       |  |  |                               |  |  |                    |  |
|                                           |                                               | Henrietta Frances Lascelles                 | lord William Lascelles                           |  |  |       |  |  |                               |  |  |                    |  |
|                                           |                                               | Henrietta Frances Lascelles                 | lord William Lascelles                           |  |  |       |  |  |                               |  |  |                    |  |
|                                           |                                               | Henrietta Frances Lascelles                 | lady Caroline Georgiana Howard                   |  |  |       |  |  |                               |  |  |                    |  |
|                                           |                                               | Henrietta Frances Lascelles                 |                                                  |  |  |       |  |  |                               |  |  |                    |  |